# 200 mètres féminin aux championnats du monde d'athlétisme 1987
Navigation
Helsinki 1983 Tokyo 1991
L'épreuve du 200 mètres féminin des championnats du monde d'athlétisme 1987 s'est déroulée les 1er et 3 septembre 1987 dans le Stade olympique de Rome, en Italie. Elle est remportée par l'Est-allemande Silke Gladisch.
La Jamaïquaine Merlene Ottey remporte la première demi-finale devant Silke Gladisch, qui après sa victoire au 100 mètres est la favorite de l'épreuve. Dans la deuxième course, l'Américaine Florence Griffith court, malgré la chaleur, dans une combinaison moulante avec capuchon et réalise le meilleur temps des demi-finales avec 22 s 38.
En finale, Gladisch est chronométrée en 11 s 09 sur les 100 premiers mètres et entame la ligne droite avec une bonne avance. Elle finit la course en 21 s 74, à 3 centièmes du record du monde. C'est un record des championnats, la meilleure performance mondiale de l'année et le meilleur temps de sa carrière. Derrière elle, Florence Griffith, qui n'a pas recouru avec sa combinaison des demi-finales, prend la médaille d'argent et descend elle aussi sous les 22 s. Merlene Ottey prend la troisième place tout comme en 1983.

## Résultats

### Finale
| Rang               | Athlète            | Pays               | Temps   | Notes |
| ------------------ | ------------------ | ------------------ | ------- | ----- |
| Médaille d'or      | Silke Gladisch     | Allemagne de l'Est | 21 s 74 | CR    |
| Médaille d'argent  | Florence Griffith  | États-Unis         | 21 s 96 |       |
| Médaille de bronze | Merlene Ottey      | Jamaïque           | 22 s 06 |       |
| 4                  | Pam Marshall       | États-Unis         | 22 s 18 |       |
| 5                  | Gwen Torrence      | États-Unis         | 22 s 40 |       |
| 6                  | Mary Onyali        | Nigeria            | 22 s 52 |       |
| 7                  | Ewa Kasprzyk       | Pologne            | 22 s 52 |       |
| 8                  | Nadezhda Georgieva | Bulgarie           | 22 s 55 |       |

### Demi-finales
| Rang | Athlète            | Pays               | Temps   | Notes |
| ---- | ------------------ | ------------------ | ------- | ----- |
| 1    | Merlene Ottey      | Jamaïque           | 22 s 43 |       |
| 2    | Silke Gladisch     | Allemagne de l'Est | 22 s 54 |       |
| 3    | Pam Marshall       | États-Unis         | 22 s 67 |       |
| 4    | Nadezhda Georgieva | Bulgarie           | 22 s 72 |       |
| 5    | Pauline Davis      | Bahamas            | 22 s 89 |       |
| 6    | Angela Bailey      | Canada             | 22 s 97 |       |
| 7    | Vineta Ikaunietse  | Union soviétique   | 23 s 25 |       |
| 8    | Falilat Ogunkoya   | Nigeria            | 23 s 71 |       |

| Rang | Athlète                | Pays                 | Temps   | Notes |
| ---- | ---------------------- | -------------------- | ------- | ----- |
| 1    | Florence Griffith      | États-Unis           | 22 s 38 |       |
| 2    | Mary Onyali            | Nigeria              | 22 s 54 |       |
| 3    | Ewa Kasprzyk           | Pologne              | 22 s 60 |       |
| 4    | Gwen Torrence          | États-Unis           | 22 s 61 |       |
| 5    | Marie-Christine Cazier | France               | 22 s 89 |       |
| 6    | Maya Azarashvili       | Union soviétique     | 22 s 91 |       |
| 7    | Ulrike Sarvari         | Allemagne de l'Ouest | 23 s 04 |       |
| 8    | Heike Morgenstern      | Allemagne de l'Est   | 23 s 06 |       |

## Légende
Records et Performances
- AR : Record continental (area record)
- CR : Record des championnats (championship record)
- MR : Record du meeting (meet record)
- NR : Record national (national record)
- OR : Record olympique (olympic record)
- PR : Record paralympique (paralympic record)
- PB : Record personnel (personal best)
- SB : Meilleure performance personnelle de la saison (season's best)
- WL : Meilleure performance mondiale de l'année (world leader)
- WJR : Record du monde junior (world junior record)
- WR : Record du monde (world record)

Circonstances et Conditions
- DNF : N'a pas terminé (did not finish)
- DNS : N'a pas pris le départ (did not start)
- DQ : Disqualification (disqualification)
- NM : Aucun essai valable enregistré (No Mark)
- Q : Qualifié « directement » au prochain tour (ou à la prochaine compétition), lors d'une compétition majeure, grâce au classement ou à la réalisation des minima (automatic qualifier)
- q : Qualifié au prochain tour (ou à la prochaine compétition), lors d'une compétition majeure, grâce au repêchage ou à la réalisation de l'une des meilleures performances parmi celles des « non qualifiés directement » (grâce au meilleur temps ou à la meilleure distance par exemple) (secondary qualifier)